# Algazino
Algazino (en ruso: Алгазино) es una localidad rural, ubicada en la república autónoma de Chuvasia, Rusia. La mayoría de los 516 habitantes de esta localidad es de etnia chuvasia.
Las comunicaciones incluyen la televisión por satélite y Radio Nacional Chuvasia

## Personas de Algazino
- Praski Vitti, (1936), pintor